# Myrtus communis

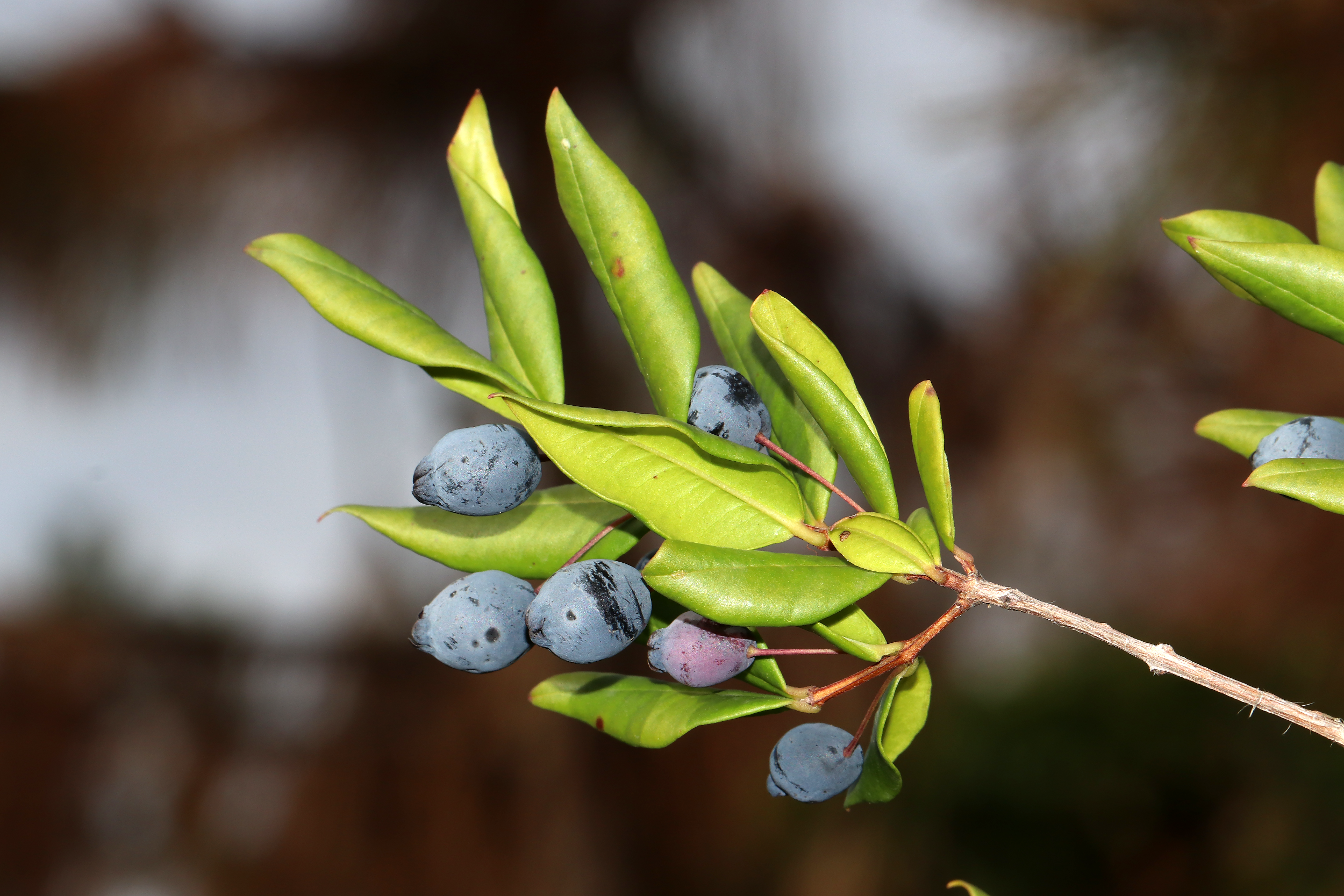
Myrtus communis

El mirto o arrayán europeo (Myrtus communis) es una planta de la familia de las Myrtaceae, nativa del sudeste de Europa y del norte de África.

## Descripción
Arbusto siempre verde y aromático de hasta 5 m de fuste, de follaje compacto. Las hojas son opuestas, coriáceas, cortamente pecioladas, de borde entero, ovales o lanceoladas, de color verde oscuro por el haz y más claro por el envés, con glándulas oleíferas transparentes en el limbo foliar. Flores blancas, solitarias sobre largos pedúnculos axilares, con cinco pétalos y cinco sépalos, muy aromáticas de 1 a 2 cm de ancho. Los estambres son amarillos. Florece en primavera. El fruto es una baya comestible redondeada de 1 a 1,5 cm de diámetro, de color azul oscuro pruinoso al madurar, acompañado del cáliz en la parte superior. Tiene muchas semillas, que son dispersadas por los pájaros que se alimentan de ello.

## Distribución
El mirto está muy expandido en la región mediterránea. La otra especie, el mirto del Sahara M. nivellei, se restringe a las montañas Tassili n'Ajjer en el sudeste de Argelia y las Montañas del Tibesti en Chad, con el estatus de especie amenazada. Algunos botánicos no están de acuerdo con que M. nivellei sea suficientemente distinta para ser tratado como otra especie.

## Variedades y sinonimia

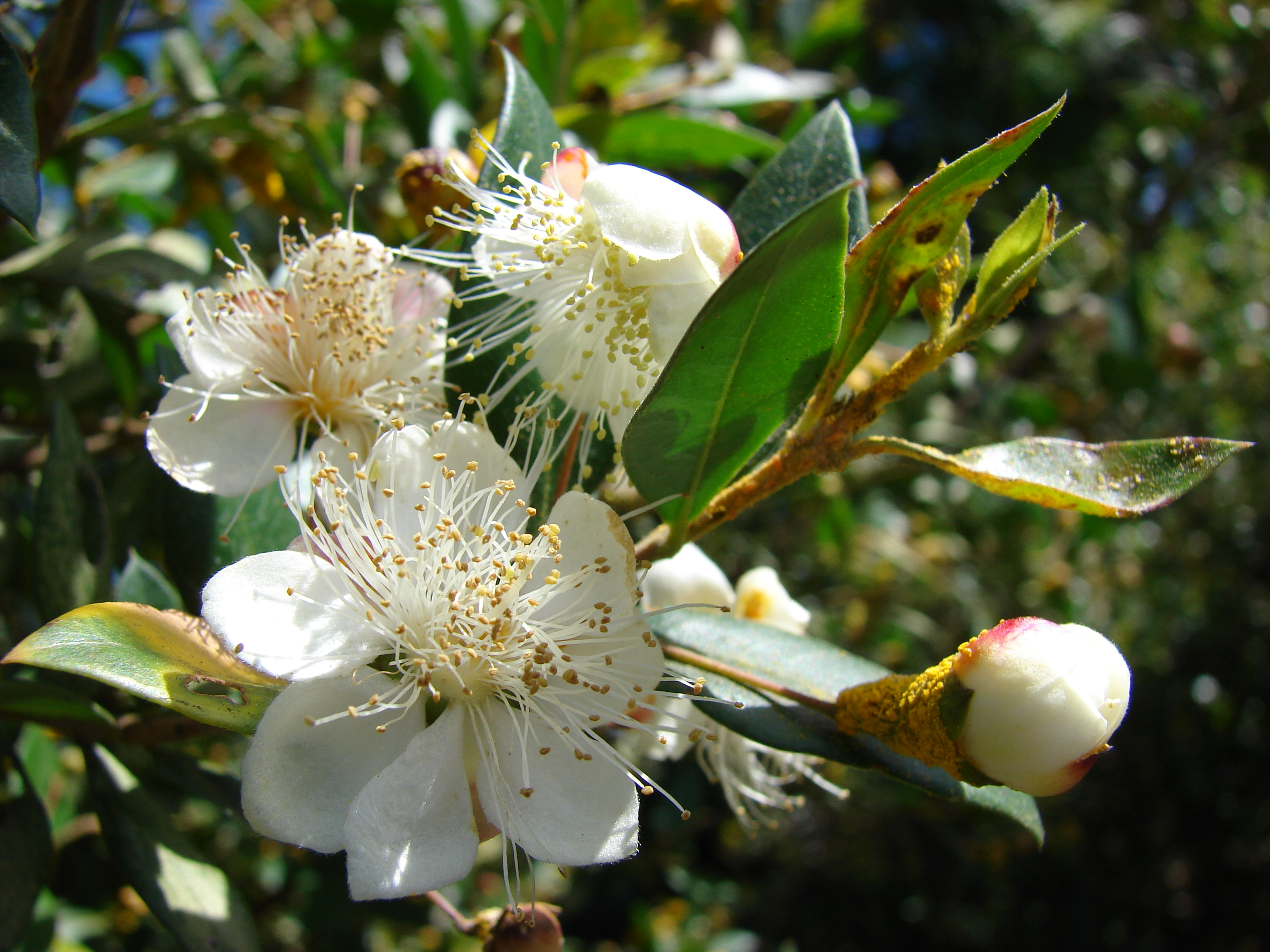
Myrtus communis. Ubicación: Maui

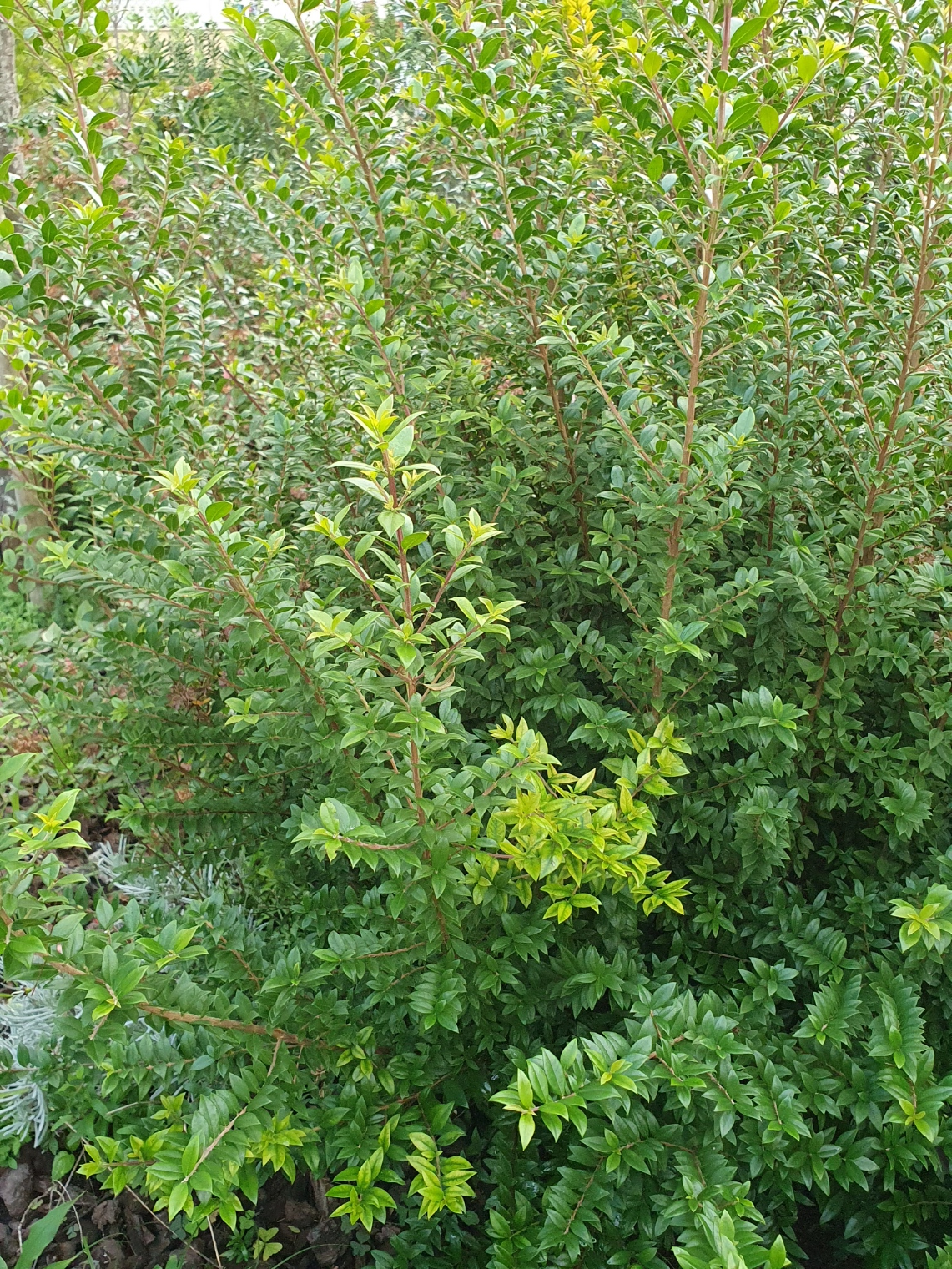
Myrtus communis

subsp. communis. De Macaronesia hasta Pakistán.
- Myrtus major Garsault, Fig. Pl. Méd.: t. 396 (1764), opus utique oppr.
- Myrtus minor Garsault, Fig. Pl. Méd.: t. 396 (1764), opus utique oppr.
- Myrtus acuta Mill., Gard. Dict. ed. 8: 3 (1768).
- Myrtus baetica (L.) Mill., Gard. Dict. ed. 8: 4 (1768).
- Myrtus belgica (L.) Mill., Gard. Dict. ed. 8: 2 (1768).
- Myrtus italica Mill., Gard. Dict. ed. 8: 5 (1768).
- Myrtus minima Mill., Gard. Dict. ed. 8: 7 (1768).
- Myrtus littoralis Salisb., Prodr. Stirp. Chap. Allerton: 353 (1796).
- Myrtus macrophylla J.St.-Hil. in H.L.Duhamel du Monceau, Traité Arbr. Arbust., ed. 2, 1: 208 (1803).
- Myrtus microphylla J.St.-Hil. in H.L.Duhamel du Monceau, Traité Arbr. Arbust., ed. 2,: 207 (1803).
- Myrtus romanifolia J.St.-Hil. in H.L.Duhamel du Monceau, Traité Arbr. Arbust., ed. 2, 1: 207 (1803).
- Myrtus media Hoffmanns., Verz. Pfl.-Kult.: 82 (1824).
- Myrtus romana (L.) Hoffmanns., Verz. Pfl.-Kult.: 82 (1824).
- Myrtus angustifolia Raf., Sylva Tellur.: 105 (1838), nom. illeg.
- Myrtus buxifolia Raf., Sylva Tellur.: 104 (1838), nom. illeg.
- Myrtus lanceolata Raf., Sylva Tellur.: 105 (1838), nom. illeg.
- Myrtus latifolia Raf., Sylva Tellur.: 104 (1838), nom. illeg.
- Myrtus oerstedeana O.Berg, Linnaea 27: 405 (1856).
- Myrtus sparsifolia O.Berg, Linnaea 27: 402 (1856).
- Myrtus veneris Bubani, Fl. Pyren. 2: 639 (1899).
- Myrtus borbonis Sennen, Ann. Soc. Linn. Lyon, n.s., 79: 63 (1923 publ. 1924).
- Myrtus baetica var. vidalii Sennen & Teodoro, Exsicc. (Pl. Esp.): 6479 (1928).
- Myrtus italica var. briquetii Sennen & Teodoro, Exsicc. (Pl. Esp.): 6350 (1928).
- Myrtus italica var. petri-ludovici Sennen & Teodoro, Exsicc. (Pl. Esp.): 6482 (1928).
- Myrtus acutifolia (L.) Sennen & Teodoro, Bull. Soc. Dendrol. France 68: 14 (1929).
- Myrtus augustinii Sennen & Teodoro, Bull. Soc. Dendrol. France 68: 16 (1929).
- Myrtus baui Sennen & Teodoro, Bull. Soc. Dendrol. France 68: 13 (1929).
- Myrtus briquetii (Sennen & Teodoro) Sennen & Teodoro, Bull. Soc. Dendrol. France 68: 12 (1929).
- Myrtus christinae (Sennen & Teodoro) Sennen & Teodoro, Bull. Soc. Dendrol. France 68: 15 (1929).
- Myrtus eusebii (Sennen & Teodoro) Sennen & Teodoro, Bull. Soc. Dendrol. France 68: 11 (1929).
- Myrtus gervasii (Sennen & Teodoro) Sennen & Teodoro, Bull. Soc. Dendrol. France 68: 12 (1929).
- Myrtus josephi Sennen & Teodoro, Bull. Soc. Dendrol. France 68: 14 (1929).
- Myrtus mirifolia Sennen & Teodoro, Bull. Soc. Dendrol. France 68: 13 (1929).
- Myrtus petri-ludovici (Sennen & Teodoro) Sennen & Teodoro, Bull. Soc. Dendrol. France 68: 15 (1929).
- Myrtus rodesi Sennen & Teodoro, Bull. Soc. Dendrol. France 68: 14 (1929).
- Myrtus theodori Sennen, Bull. Soc. Dendrol. France 68: 16 (1929).
- Myrtus vidalii (Sennen & Teodoro) Sennen & Teodoro, Bull. Soc. Dendrol. France 68: 15 (1929).

subsp. tarentina (L.) Nyman, Consp. Fl. Eur. 2: 245 (1879). Del sur de Europa.
- Myrtus tarentina (L.) Mill., Gard. Dict. ed. 8: 6 (1768).[1]

## Importancia económica y cultural
En la comarca granadina de la Alpujarra, en plena sierra de la Contraviesa, se sitúa el municipio de Murtas, que procede del término mozárabe “mirtos”, referido al árbol de tal especie, mirto o arrayán.
Asimismo, los topónimos Murcia y Motril también parecen proceder de la evolución del nombre latino de esta planta.

### Jardinería
El Myrtus communis se cultiva ampliamente como planta ornamental para su uso como arbusto en jardines y parques. A menudo se utiliza en setos, con sus pequeñas hojas podandose limpiamente.
Cuando se recorta con menos frecuencia, tiene numerosas flores a finales de verano. Requiere un largo y caluroso verano para producir sus flores, y protección contra las heladas invernales.
La especie y la subespecie M. communis subsp. tarentina han ganado el Premio al Mérito del Jardín de la Royal Horticultural Society.

### Culinario
El "Myrtus communis" se utiliza en las islas de Cerdeña y Córcega para producir un licor aromático llamado "Murta" por medio de la maceración en alcohol. "Sa Murta" es una de las bebidas más típicas de Cerdeña y viene en dos variedades: murta ruja (rojo) producido por la maceración de las bayas, y murta bianca (blanco) producido a partir de las bayas amarillas menos comunes y a veces de las hojas.
Muchos platos de cerdo mediterráneo incluyen bayas de mirto, y el lechón asado a menudo se rellena con ramitas de mirto en la cavidad abdominal, para impartir un sabor aromático a la carne.
Las bayas, enteras o molidas, se han utilizado como sustituto de la pimienta. Contribuyen al sabor distintivo de la salchicha Mortadela y la salchicha americana relacionada salchicha de Bolonia.
En Calabria, una rama de mirto se ensarta a través de los higos secos y luego se hornea.  Los higos adquieren un sabor agradable gracias a los aceites esenciales de la hierba.  Luego se disfrutan durante los meses de invierno.

### Medicinal

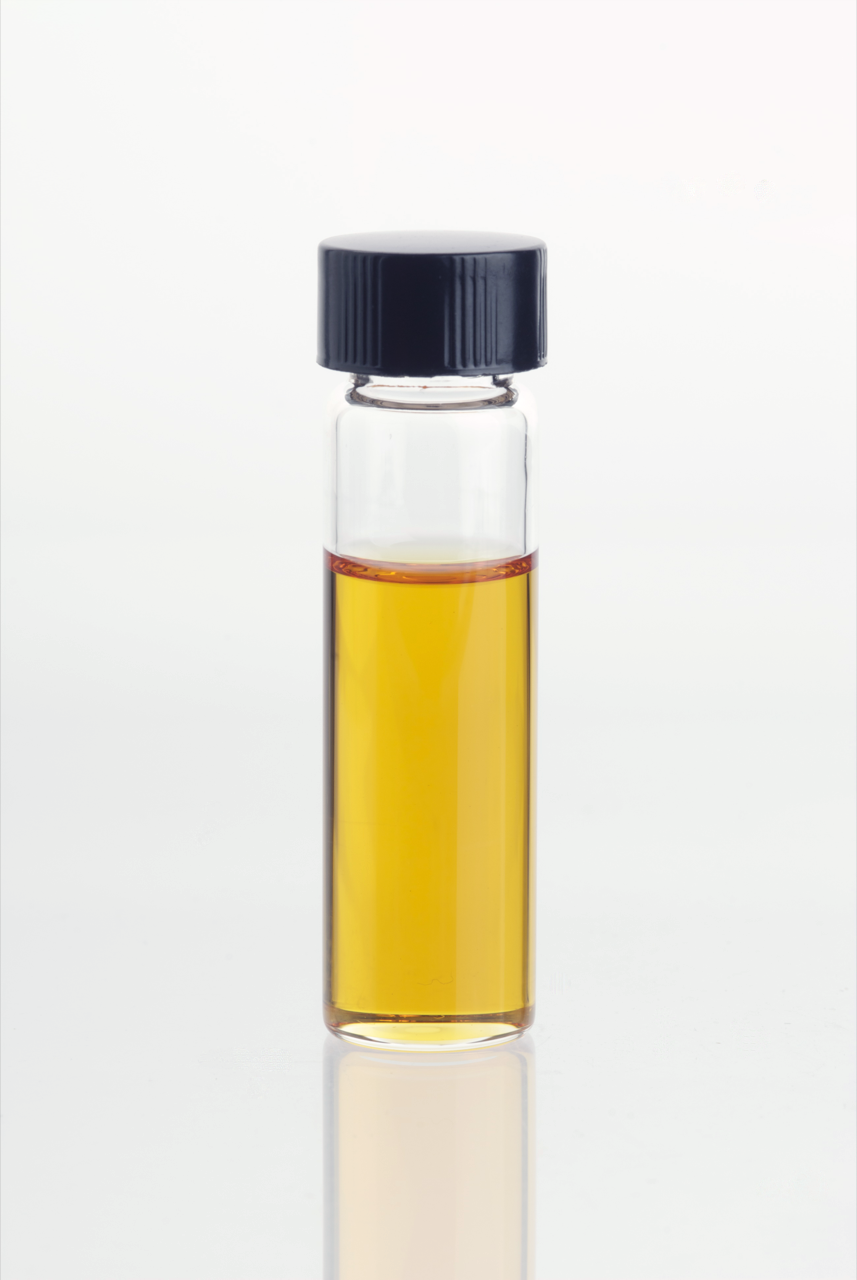
Aceite esencial de mirto (Myrtus communis) en un vial transparente de vidrio.

El mirto, junto con la corteza del sauce, ocupa un lugar prominente en los escritos de Hipócrates, Plinio el Viejo, Dioscórides, Galeno y los escritores árabes. Ha sido prescrito para la fiebre y el dolor por los médicos antiguos al menos desde 2500 a. C. en Sumeria.
Los efectos del mirto se deben a los altos niveles de ácido salicílico, un compuesto relacionado con la aspirina y la base de la clase moderna de fármacos conocidos como antiinflamatorios no esteroideos.
En varios países, en particular en Europa y China, ha habido una tradición de prescripción de esta sustancia para las infecciones de los senos paranasales. En un examen sistemático de las medicinas a base de plantas utilizadas para el tratamiento de la rinosinusitis se llegó a la conclusión de que las pruebas de que alguna medicina a base de plantas es beneficiosa para el tratamiento de la rinosinusitis son limitadas, y que en el caso de Myrtus no hay datos suficientes para verificar la importancia de los resultados clínicos.

## Nombres comunes
- Castellano: abriján, arraiana, arraigan, arraigán, arraiganeras, arraigran, arraihan, arraiján, arrajian, arrayán, arrayán blanco, arrayán común, arrayán de Andalucía, arrayán granadino, arrayán morisco, arrayán poblado andaluz, arrayhan cultivado, arrayhan salvaje, arrejanes, arrian, arrijan, arriján, astruc, harrajian, matagallinas, mirta, mirtilo, mirto, mirto común, mortera, murta, murtal, murta menuda, murta remendada de Granada, murtera, murtiñera, murto, murtón, murtonera, murtones, murtones (fruto), murtra, murtrón, myrta.[8]